# Pio Ortelli
Pio Ortelli (Mendrisio, 12 gennaio 1910 – Mendrisio, 20 giugno 1963) è stato un docente e scrittore svizzero-italiano.

## Biografia
Dopo gli studi liceali a Lugano, si laureò in lettere all'università di Pavia, divenendo poi insegnante di italiano e latino a Mendrisio.
Collaborò alla Radio della Svizzera italiana, poi al Corriere del Ticino e alle pagine culturali del Giornale del Popolo. Nel 1948 pubblicò il romanzo  La cava della sabbia,  riedito nel 1970 con un "Ritratto" dell'autore curato da Pio Fontana. Gli Appunti di un mobilitato del 1941, Tre giorni e altri racconti militari del 1948 e il lungo racconto La torre di legno del 1951 ripercorrono gli anni del secondo conflitto mondiale.